# Васильківка (зупинний пункт)
Василькі́вка (колишня назва — Неродівка) — пасажирський залізничний зупинний пункт Дніпровської дирекції Придніпровської залізниці на електрифікованій лінії Синельникове II — Чаплине між станціями Письменна (17 км) та Улянівка (3 км). Розташований в селищі Васильківка Синельниківського району Дніпропетровської області.

## Пасажирське сполучення
На платформі Васильківка зупиняються приміські електропоїзди за напрямком Синельниківського та Чаплинського напрямків.